# Разрядка смехом (приём)
Разрядка смехом — подключение юмористического персонажа, сцены или остроумного диалога в серьёзное произведение для снятия напряжения.

## Определение
Разрядка смехом подразумевает снятие эмоционального или иного напряжения с помощью комического эпизода, вставленного посреди серьёзных или трагических элементов драмы. Разрядка смехом часто реализуется, но не ограничивается этим, через неуклюжего, остроумного помощника героя или злодея в художественном произведении. Помощник, используемый для разрядки смехом, обычно комментирует абсурдность ситуации героя и делает комментарии, которые были бы неуместны из уст серьёзного персонажа. Другие персонажи могут использовать разрядку смехом, чтобы раздражать других или сохранять уверенность в себе.

## Применение
Иногда персонажи реализующие разрядку смехом появляются в художественной литературе, которая является комической. Обычно это происходит, когда в повествовании наступает драматический момент, но персонаж всё равно остаётся комичным. Внешние и внутренние разрядки смехом можно разделить в зависимости от участия в истории и воздействия на аудиторию. Внутренняя разрядка смехом — смешной персонаж или момент, включённый в историю и вызывающий смех у других персонажей. В то время как внешняя разрядка смехом возникает тогда, когда зрители должны смеяться, а персонажи — нет.

## История
Греческая трагедия не допускала разрядок смехом, но имела традицию завершать серию из нескольких трагических спектаклей юмористической сатировской драмой. Даже критик елизаветинской эпохи Филип Сидней вслед за «Поэтическим искусством» Горация выступал за исключение комических элементов из трагедий. Но в Англии эпохи Возрождения Кристофер Марлоу из группы «университетских остряков» ввёл разрядку смехом, представив грубые сцены в пьесе «Доктор Фауст» в соответствии с местной традицией интерлюдии, которая обычно вводилась между двумя трагическими пьесами. Фактически же, в классической традиции смешение трагического и комического не допускалось.

## Функция
Разрядка смехом помогает аудитории немного отвлечься от тёмного и тяжелого контента. 

## Примеры
Уильям Шекспир отклонился от классической традиции и использовал разрядку смехом в «Гамлете», «Макбете», «Отелло», «Венецианском купце» и «Ромео и Джульетте». Сцена с могильщиком в «Гамлете», насмешка над Родриго и издевательство над шутом в «Короле Лире» предоставляют зрителю огромное комическое облегчение.

К примеру, сцена с Портером в «Макбете»:
«Вот уж стучат так стучат! Будь в аду привратник, и тот бы взмок, вертя ключом при этаком стуке… Кто там, во имя Вельзевула? Это, наверно, фермер, который повесился, не дождавшись изобилия. Ты в самый раз поспел. Смотри только платками запасись: ты тут за свои грехи попотеешь!… А, это английский портной, который французские штаны обузил, чтобы кусок сукна для себя выкроить. Входи, входи, портной. Здесь найдется, чем утюг нагреть».
В этой сцене Портер играет комедийную роль. В предыдущей сцене король Дункан убит четой Макбетов. После этой сцены обнаруживают его тело, и в за́мке царит истерия. Между этими двумя эпизодами сцена с Портером служит комическим моментом, отвлекающим аудиторию от ужасного содержания.